# Grace Building (Sídney)
El Grace Building es un rascacielos histórico ubicado en 77-79 York Street en el distrito central de negocios de Sídney en Nueva Gales del Sur (Australia).
Diseñado por Morrow y Gordon y construido por Kell & Rigby a fines de los años 1920, fue inaugurado en 1930 por Grace Brothers, los magnates de los grandes almacenes australianos, como su sede. "El edificio fue diseñado para utilizar los dos primeros pisos a la manera de una tienda por departamentos. Los pisos restantes estaban destinados a proporcionar oficinas de alquiler para los importadores y otras empresas dedicadas al comercio de productos textiles". Inspirado en el neogótico Tribune Tower de Chicago —sede del Chicago Tribune —, el edificio era de estilo arquitectónico art déco y contaba con innovaciones e instalaciones de última generación para la época.
El Grace Building ha tenido varios propósitos desde su apertura; fue subarrendado al gobierno de la Mancomunidad de Australia a principios de los años 1940 y más tarde se convirtió en el cuartel general en Sídney de las Fuerzas Armadas de los Estados Unidos bajo el mando de Douglas MacArthur durante la Guerra del Pacífico. Después de la Segunda Guerra Mundial, continuó utilizándose para fines administrativos gubernamentales y fue adquirida obligatoriamente por la Commonwealth en noviembre de 1945.
La extensa renovación y restauración durante los años 1990 dio como resultado el regreso de muchas de las características originales del edificio, incluidos los accesorios de iluminación, los ascensores, las escaleras, los techos altos de metal prensado, los pisos de mármol, los amplios pasillos y el elegante trabajo de hierro decorativo. El Grace Building se incluyó en el (ahora desaparecido) Registro del Patrimonio Nacional en 1980 y se colocó en el Registro del Patrimonio de Nueva Gales del Sur el 2 de abril de 1999. El edificio fue comprado para remodelación en 1995 por Low Yat Group de Malasia. Desde junio de 1997, funciona como un hotel de lujo conocido como The Grace Sydney.

## Historia
Sídney se había convertido en la ciudad más grande y poblada de Australia a principios del siglo XX, asumiendo así su posición como la principal ciudad financiera de Australia y una de las ciudades más prósperas de la región de Asia y el Pacífico. Desde entonces, la Primera Guerra Mundial había terminado y la inmigración de Australia era alta – y muchos de sus colonos se radicaron en Sídney. Fue construido como sede y tienda por departamentos para la cadena Grace Brothers, que llevaba años vendiendo artículos de lujo en Sídney. Fundada por los inmigrantes ingleses Albert Edward y Joseph Neal Grace, en 1885, la primera tienda Grace Brothers fue un modesto edificio en George Street. Tras su ascenso al poder, se abrió una tienda importante en Broadway, fuera del distrito central de negocios.
En 1926, los hermanos Grace compraron un terreno en la esquina de la intersección de las calles York, Clarence y King, sobre el cual se construiría la "joya de la corona" de su imperio comercial. Creían que el sitio estaba perfectamente posicionado para el edificio que planearon que se convertiría en "La obra maestra de la empresa", con nuevas rutas de transporte público y el Puente de la Bahía de Sídney que se avecinaba, convirtiendo las calles York y Clarence en las principales vías de la ciudad que son hoy. El membrete de la empresa anunciaba que el edificio estaba "... en la autopista Harbor Bridge". Broadway, la ubicación del otro edificio de Grace Bros., se vio afectada por el cambio del distrito comercial de la ciudad hacia Circular Quay en los años 1920 y los cambios en las rutas de transporte público que se alejaban del extremo sur de Sídney, por lo que Grace Building se convertiría en el salvador de la empresa.. El Grace Building fue inaugurado oficialmente por el alcalde de Sídney, Ernest Marks, el 3 de julio de 1930. Su diseño estuvo fuertemente influenciado por la Tribune Tower de Chicago, otro remanente de la arquitectura art deco de los años 30 en los Estados Unidos.
York Street, sin embargo, no se convirtió en la vía comercial que los Grace Brothers habían previsto y, combinado con los efectos de la Gran Depresión de los años 1930, el edificio nunca estuvo a la altura de las expectativas. Al comienzo de la Segunda Guerra Mundial, Grace Bros. estaba experimentando dificultades para alquilar suites de oficina y gran parte del espacio se asignó a departamentos gubernamentales. En 1943, el Grace Building fue requisado bajo las normas de seguridad nacional por el Gobierno Federal para su uso como cuartel general del Comandante Supremo de las fuerzas aliadas en el suroeste del Pacífico, Douglas MacArthur. En 1945, el Grace Building fue adquirido obligatoriamente por la Commonwealth. En 1995, fue comprado por Low Yat Group de Kuala Lumpur para su reutilización adaptativa como un hotel de 382 habitaciones, inaugurado en 1997. Sigue siendo un hotel hasta el día de hoy.

## Descripción
Un buen ejemplo de gótico comercial, con un énfasis vertical altísimo y una torre de esquina "gótica" prominente, completa con arbotantes, ventanas apuntadas y cuatrifolios. Revestido en terracota crema vidriada, los detalles se seleccionan en verde. La decoración está limitada, a la manera de los rascacielos, a la parte superior e inferior del edificio. La fachada a nivel de la calle ha sido alterada, pero la fachada sobre el toldo permanece intacta.